# Larissa Bonfante
Larissa Bonfante (Napoli, 27 marzo 1931 – New York, 23 agosto 2019) è stata un'archeologa ed etruscologa italiana, professoressa emerita alla New York University, membro della sezione americana dell’Istituto Nazionale di Studi Etruschi ed Italici di Firenze. Le sue pubblicazioni trattano temi sulla lingua e sulla cultura etrusca.

## Biografia
Nata a Napoli, figlia del linguista Giuliano Bonfante e nipote del giurista Pietro Bonfante, Larissa Bonfante studiò archeologia classica al Barnard College della Columbia University, conseguendo il B.A. nel 1954; ottenne il M.A. in studi classici alla University of Cincinnati nel 1957 e svolse il dottorato di ricerca in archeologia alla Columbia University fino al 1966, studiando con Otto Brendel. Larissa Bonfante ricevette la Gold Medal Award per l'archeologia nel 2007 dall'Archaeological Institute of America.

## Opere principali
- Larissa Bonfante Warren, Roman Triumphs and Etruscan Kings: The Changing Face of the Triumph, in The Journal of Roman Studies, vol. 60, 1970,  pp. 49–66, DOI:10.2307/299413. URL consultato il 23 maggio 2025.(in inglese);
- Etruscan dress, Baltimora, Johns Hopkins University Press, 1975. Reviews:  Jocelyn Penny Small, Review of Etruscan Dress, in American Journal of Archaeology, vol. 81, n. 2, 1977,  pp. 253–254, DOI:10.2307/503192. URL consultato il 23 maggio 2025.
- The Plays of Hrotswitha of Gandersheim,  translator, with Alexandra Bonfante-Warren, 1979 (in inglese);
- Out of Etruria: Etruscan influence north and south. Oxford: BAR, 1981 (in inglese);
- (con Giuliano Bonfante) The Etruscan language: an introduction, 1983 (in inglese);
- Etruscan life and afterlife: a handbook of Etruscan studies. Wayne State University Press, 1986 (in inglese)
- Larissa Bonfante, Nudity as a Costume in Classical Art, in American Journal of Archaeology, vol. 93, n. 4, 1989,  pp. 543–570, DOI:10.2307/505328. URL consultato il 23 maggio 2025.
- Reading The Past Etruscan. Berkeley: University of California Press, 1990 (in inglese);
- Corpus Speculorum Etruscorum USA / 3, New York, the Metropolitan Museum of Art. Ames, Iowa: Iowa State University Press, 1997 (in inglese);
- Italy and Cyprus in antiquity, 1500-450 BC : proceedings of an international symposium held at the Italian Academy for Advanced Studies in America at Columbia University, November 16–18, 2000. Nicosia: Costakis and Leto Severis Foundation, 2001 (in inglese);
- (con Judith Swaddling) Etruscan myths. University of Texas Press, 2006 (in inglese);
- (con Blair Fowlkes). Classical antiquities at New York University. Rome: "L'Erma" di Bretschneider, 2006 (in inglese);
- The barbarians of ancient Europe: realities and interactions. Cambridge University Press, 2011 (in inglese);
- The Plays of Hrotswitha of Gandersheim. Bilingual Edition, 2013 (in inglese);
- Larissa Bonfante, Helen Nagy e Jacquelyn Collins-Clinton, The collection of antiquities of the American academy in Rome, collana Memoirs of the American academy in Rome, Published for the American academy in Rome by University of Michigan Press, 2015, ISBN 978-0-472-11989-9.